# Bas Smets
Bas Smets, né en 1975 à Hasselt, a grandi à Tervuren près de l'Arboretum de Tervuren qui l'a beaucoup inspiré. Est un architecte paysagiste belge. Il est le maître d'œuvre de jardins et espaces publics.

## Biographie
Bas Smets est né en 1975 à Hasselt en Belgique. Après des études d’ingénieur-architecte à la KU Leuven à Louvain, il suit une formation de paysagiste à la Haute École du paysage, d'ingénierie et d'architecture de Genève. Il commence à travailler à Paris chez le paysagiste Michel Desvigne,. Il dirige, depuis 2007, une agence spécialisée dans la conception et l'aménagement d'espaces publics.
Il a enseigné l’architecture de paysage à l’École d’Architecture La Cambre à Bruxelles, à l’École spéciale d'architecture à Paris et à l’École nationale supérieure d'architecture de Versailles.
Bas Smets indique être influencé notamment par Frederick Law Olmsted, concepteur de nombreux parcs urbains aux Etats-Unis, dont Central Park à New-York : « Il a réfléchi au stockage de l'eau pour amener la nature en ville, organisait les espaces verts en réseau en les reliant entre eux. Il pensait presque déjà au climat avant le global warming (réchauffement climatique) ».
Pour ses projets son cabinet s'appuie sur des collaborations locales et des spécialistes dans plusieurs domaines. Ainsi, pour la botanique, il travaille en particulier avec le neurobiologiste italien Stefano Mancuso.
En 2017, Bas Smets est commissaire de la Biennale Agora de Bordeaux.
En juin 2022, Bas Smets remporte le concours pour réaménager les abords de la cathédrale Notre-Dame de Paris après l'incendie de celle-ci. Le projet prévoit notamment l'unification des abords de la cathédrale par une importante végétalisation et l'aménagement de l'ancien parking en une promenade intérieure intégrant les activités de service au visiteur et une nouvelle entrée de la crypte archéologique de l'île de la Cité ; les travaux sont prévus pour la période 2024-2027.

## Réalisations
- L’étang et le parc paysager de Luma Arles, avec Frank Gehry, qui se développent sur une superficie de 41 800 m2 avec plus de 1 100 arbres de 140 espèces différentes ainsi que 80 000 plantes (2009 à 2021)[2];

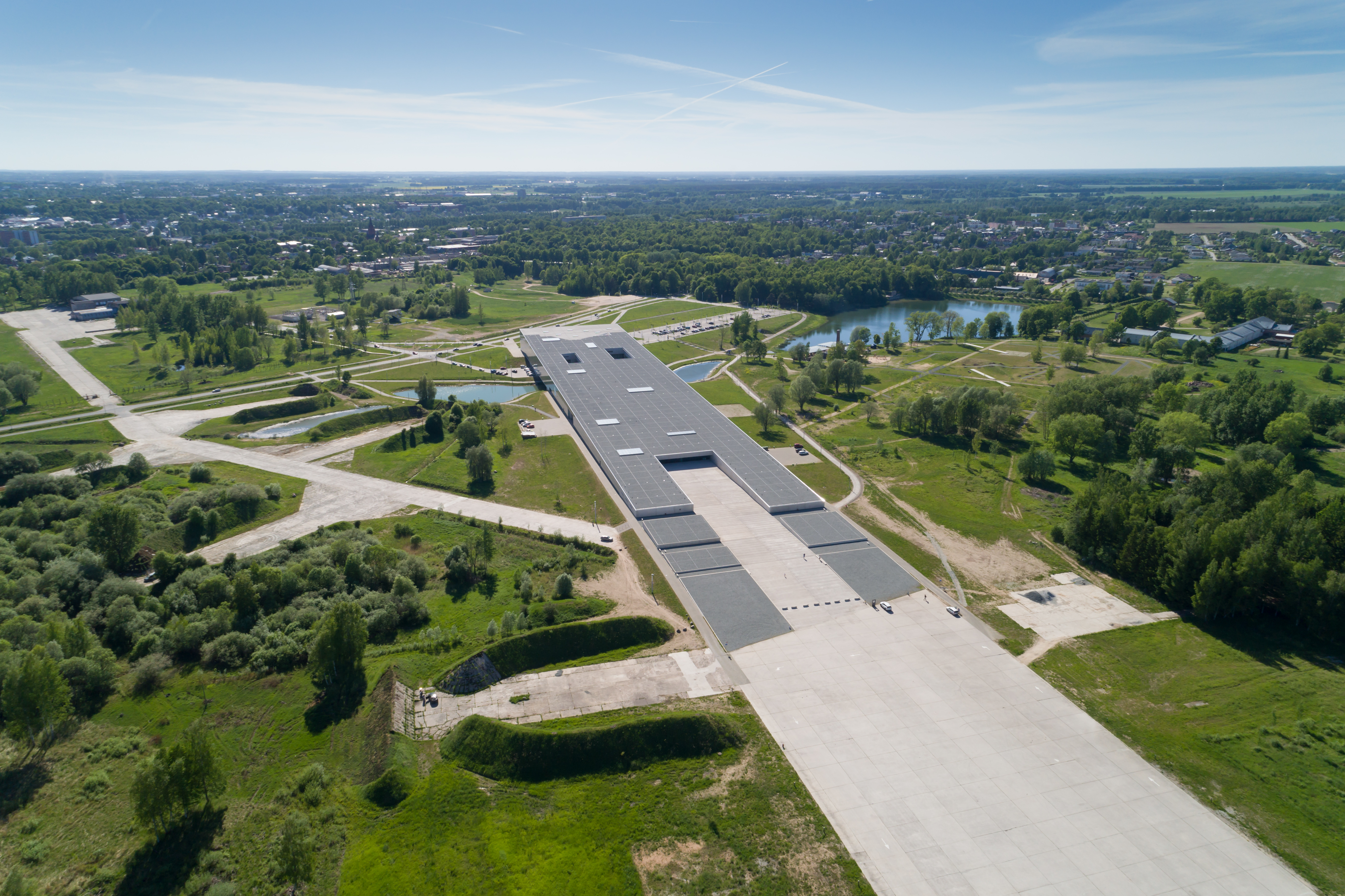
Musée national estonien (2016).

- La Promenade plantée dans le centre ville de Waregem en Belgique[6];
- La Tour Trinity, avec Cro&Co Architecture, à Paris (2011-2020)[10];
- Les jardins du Château de Padiés dans le Tarn avec le paysagiste Martin Basdevant (2005-2013)[11];
- Le mémorial aux victimes des attentats du 22 mars 2016 à Bruxelles dans la forêt de Soignes (2016-2017)[12] ;
- Le parc de Tour et Taxis (2009-2017) et le Parvis de Saint-Gilles à Bruxelles[3];
- Musée national estonien, situé à Tartu en Estonie (2008-2014)[13];
- Aménagement du front de mer à Himara en Albanie (2014-2016)[12];
- L'intégration paysagère de 12 kilomètres de l’autoroute A11 autour de Bruges et Knokke (2013-2017)[3],[14];
- Le parc et les aménagments paysagers du Grand Hôpital de Charleroi[15];
- L'aménagement des espaces publics de la Ville Haute de Charleroi, dans le cadre de  requalification urbaine Charleroi District Créatif (2015-2023)[16],[17].

## Prix
- Albums des jeunes architectes et des paysagistes, 2008[18].